# Conservatorio Superior de Danza
Reciben en España el nombre de Conservatorio Superior de Danza (CSD) aquellos centros integrados en las Enseñanzas Artísticas Superiores que imparten estudios superiores (equivalentes a universitarios) de danza.

## Normativa
Las enseñanzas artísticas se regulan en España según Real Decreto 1614/2009 y otorgan el título de grado. En febrero de 2012, sin embargo, el Tribunal Supremo, a instancias del recurso interpuesto por la Universidad de Granada, anula la legitimidad de las enseñanzas artísticas superiores para expedir el título de grado, legitimidad que, según la Constitución española, solo poseen las Universidades. La entrada en vigor de la LOMCE, según reza el artículo cuarenta y tres, devuelve el título expedido por las enseñanzas artísticas al "equivalente a todos los efectos al título de grado".

## Especialidades
En España existen dos especialidades superiores de danza que cuentan con diferentes itinerarios o recorridos específicos:
- Coreografía e interpretación
- Pedagogía de la danza

Del mismo modo, cada una de estas especialidades se subdividen en cuatro estilos de danza (Danza Clásica, Danza Contemporánea, Danza Española y Baile Flamenco), así como en dos itinerarios a partir del 3º curso, como son, en el caso de Pedagogía de la Danza: “Docencia para bailarines y bailarinas” y “Danza Social, Educativa y para la Salud”, y en el caso de Coreografía: “Coreografía e Interpretación”.
La duración del título superior de danza, equivalente a todos los efectos al grado universitario, es de 4 cursos.

## Conservatorios Superiores de Danza en España
En España existen cinco Conservatorios Superiores de Danza públicos:
- Alicante: Conservatorio Superior de Danza de Alicante
- Barcelona: Conservatorio Superior de Danza de Barcelona
- Madrid: Conservatorio Superior de Danza de Madrid María de Avila
- Málaga: Conservatorio Superior de Danza de Málaga
- Valencia: Conservatorio Superior de Danza de Valencia
- Bilbao: Escuela Superior de Arte Dramático y Danza de Euskadi, Dantzerti